# Roderick Kingsley (personaje)
Roderick Kingsley es un personaje Beliceño, un supervillano que aparece en los cómics estadounidenses publicados por Marvel Comics. Apareció por primera vez en Peter Parker, The Spectacular Spider-Man # 43 (junio de 1980), y fue creado por Roger Stern, Mike Zeck y John Romita Jr. Un multimillonario y diseñador de modas que estaba obsesionado con cometer crímenes. El primer personaje en usar el alias de Hobgoblin.
En 2009, el Hobgoblin fue clasificado por IGN como el 57.º mejor villano de cómics de todos los tiempos. El personaje ha sido presentado en varias adaptaciones de medios, como series de televisión y videojuegos.

## Historia de la publicación
Roderick Kingsley apareció por primera vez en The Spectacular Spider-Man # 43. El Hobgoblin fue creado por el escritor Roger Stern y el artista John Romita Jr. mientras trabajaba en The Amazing Spider-Man a principios de los años ochenta. Como la mayoría de los otros escritores, Stern se vio presionado para que Spider-Man luchara contra el Duende Verde nuevamente, pero no deseaba que Norman Osborn o Bart Hamilton regresaran de la muerte, que Harry Osborn se convierta nuevamente en el Duende Verde o que cree otro Duende Verde. En su lugar, decidió crear un nuevo personaje como heredero del legado de los Duende y desarrolló el Hobgoblin.
La identidad del personaje no fue revelada inicialmente, generando uno de los misterios más antiguos en los cómics de Spider-Man. Según Stern, "elaboré esa primera historia sin tener una idea clara de quién era el Hobgoblin. Mientras escribía esas hermosas páginas de JR [John Romita, Jr.], particularmente el último tercio del libro, y desarrollaba el discurso del Hobgoblin patrón, me di cuenta de quién era él. Fue Roderick Kingsley, el líder corporativo de Sunuvabitch que presenté en mi primer número de [The] Spectacular [Spider-Man]". Un puñado de lectores dedujeron que Kingsley era el Hobgoblin casi de inmediato. Para eliminarlos del olor, y en el mismo golpe, proporcione una explicación retroactiva por su inconsistente caracterización de Kingsley en sus primeras apariciones, a Stern se le ocurrió la idea de que Kingsley tuviera un hermano llamado Daniel que a veces se hace pasar por él, sellando el engaño haciendo que el Hobgoblin aparezca de manera visible en la misma habitación que Daniel Kingsley en Amazing Spider-Man # 249.
El plan original de Stern era hacer que el misterio de la identidad de los Hobgoblin se desarrollara exactamente un problema más largo que el de la identidad del Duende Verde, lo que significa que la verdad se revelaría en The Amazing Spider-Man # 264. Sin embargo, Stern abandonó la serie después de The Amazing Spider-Man # 252, y sus sucesores sintieron que Roderick Kingsley era una opción débil para la verdadera identidad de los Hobgoblin. Después de una considerable lucha creativa sobre el tema, el Hobgoblin fue finalmente desenmascarado como Ned Leeds en The Amazing Spider-Man # 289, y se creó un nuevo Hobgoblin a partir de la historia del odio de Jason Macendale al Hobgoblin.
Stern no estaba contento con la revelación de que la identidad civil de su personaje era Ned Leeds, y en 1997 escribió una miniserie de tres números, Spider-Man: Hobgoblin Lives, con la idea de que Roderick Kingsley era el Hobgoblin original, y había lavado el cerebro de Leeds como cabeza de turco. La serie también reinstaló a Kingsley como el Hobgoblin activo. Después de que Norman Osborn regresa de su aparente muerte, Stern siguió la miniserie con una historia de Spider-Man "Goblins at the Gate", que resulta que Kingsley y Osborn se vuelven amargos rivales obsesionados con la destrucción del otro por el legado del Duende.

## Biografía del personaje ficticio
Roderick Kingsley comenzó como un diseñador de moda y multimillonario, que tenía conexiones con el inframundo criminal y había logrado su riqueza a través de prácticas comerciales poco éticas y allanamiento corporativo. Casualmente, Kingsley también fue el empleador de Mary Jane Watson por un tiempo. Como medio de evitar el ejercicio de las apariencias del día a día, hizo que su tímido hermano gemelo, Daniel Kingsley, se hiciera pasar por él para dirigir su corporación día a día.
Las actividades de Kingsley le dieron muchos enemigos, uno de los cuales es Narda Ravanna, una diseñadora de moda rival cuyo negocio había arruinado. Tomando la identidad de Belladonna, Narda intenta vengarse de Kingsley, pero se ve frustrada dos veces por Spider-Man. Después de estos incidentes, Kingsley busca protegerse a sí mismo y a su imperio ganando más poder. El matón George Hill informa a Kingsley de haber tropezado con la guarida secreta de Norman Osborn con la esperanza de ganar una recompensa. Kingsley, en cambio, mata a Hill para asegurarse de que nadie más se dé cuenta del descubrimiento.
Al examinar la guarida y desenterrar sus secretos, Kingsley decide utilizar el equipo Duende. Pero llegando a la conclusión de que todos los portadores anteriores del manto del Duende Verde se volvieron locos, en su lugar crea un manto similar pero diferente: la identidad de los Hobgoblins. Poco después de adoptar esta nueva identidad, se encuentra con Spider-Man. Utiliza algunos de los archivos de Osborn para chantajear a figuras prominentes, e intenta comprar la antigua corporación de Osborn y fusionarse con la suya. Estos esquemas lo ponen en conflicto con Spider-Man. Entre las notas de Osborn, Kingsley también encuentra remanentes incompletos de la poción para mejorar la fuerza del Duende. Se obsesiona con encontrar la fórmula completa o perfeccionar las notas incompletas. En sus diversas actividades criminales, Kingsley pierde repetidamente a Spider-Man, ya que carece de poder físico en bruto.
Kingsley finalmente recupera la fórmula del Duende que mejora la fuerza. Consciente de que la fórmula había vuelto loco a Osborn, Kingsley opta por probarlo en otra persona primero. Él engaña a Lefty Donovan, pequeño capo, para que administre la fórmula y luego usa el control mental para forzar a Donovan en el disfraz de Hobgoblin a luchar contra Spider-Man. Desde la distancia, Kingsley controla los signos vitales y el comportamiento de Donovan. Cuando Spider-Man abruma y desenmascara a Donovan y el lavado de cerebro comienza a fallar, Kingsley actúa para proteger su identidad programando el planeador de Donovan para que se estrelle, matando instantáneamente a Donovan. A juzgar por el éxito del experimento, Kingsley se sumerge en su derivado completo de la fórmula y gana más fuerza que el Duende original. Él usa esta nueva fuerza para luchar contra Spider-Man y la Gata Negra.
A pesar de su aumento de habilidades, Spider-Man sigue derrotándolo. Peor aún, atrae la atención de poderosos intereses criminales que lo perciben como una amenaza, incluido el Kingpin. Después de un amargo encuentro con Spider-Man, Kingsley descubre que había sido seguido por el reportero del Daily Bugle, Ned Leeds, que había descubierto su guarida. Kingsley captura a Leeds y le lava el cerebro al periodista con hipnosis y alucinógenos para que sea el Hobgoblin. Kingsley descubre que Leeds había estado trabajando con Richard Fisk en un plan para derribar el imperio de Kingpin cuando Richard adoptó la identidad de Rosa para hacerse pasar por un señor del crimen. Kingsley usa Leeds para manejar algunas de las negociaciones, engañando a muchos criminales para que crean que Leeds es el Hobgoblin. Espera utilizar la caída del Kingpin como una oportunidad para promover sus propios intereses. Después de que Leeds se vuelve demasiado errático como para seguir funcionando como un "señuelo", Kingsley se encarga de asesinar a Leeds durante un viaje a Berlín, y decide retirarse de su identidad criminal.
Durante los eventos de Secret Wars II, Kingsley es reclutado por la Legión Accursed de Mefisto, un equipo de noventa y nueve supervillanos que intentan destruir a Beyonder. El Hobgoblin luego secuestra a Harry Osborn. Él lucha contra Osborn, quien usa el armamento de su propio padre contra el Hobgoblin.
Después de una jubilación de varios años, Kingsley regresa a Nueva York. Mata a Jason Macendale, el cuarto y luego actual Hobgoblin, en la celda de la cárcel de este último para evitar dar información a las autoridades que pondría en peligro su identidad secreta. Al enterarse de que Betty Brant comenzó a investigar las actividades de Ned como Hobgoblin, informado de la verdad por Spider-Man después de que Peter Parker se dio cuenta de que los agentes humanos del Extranjero nunca podrían haber matado a Leeds si Leeds hubiera sido superpotente. Kingsley secuestra a Betty y establece un Trampa para Spider-Man. En las fracasas finales, Daniel es capturado y el Hobgoblin está desenmascarado, limpiando el nombre de Ned. Roderick es llevado a prisión.
Furioso por el regreso de Norman y por negarse a ser el Duende, Kingsley difunde rumores de que existe un diario secreto de Osborn que prueba, sin lugar a dudas, ser el Duende. Aunque más tarde se reveló que esto era una artimaña, sabiendo que Osborn le había estado enviando espías: todas las revistas en su poder habían sido destruidas durante una batalla con Spider-Man años antes. Se ofrece a intercambiar esta información, por su libertad, con el Fiscal del Distrito, adivinando que Osborn intentará llegar a él primero. Osborn, decidiendo hacer un trato con Kingsley, lo saca de la cárcel. Kingsley se enfrenta a Osborn y a otro Duende Verde. Osborn le proporciona a Kingsley un nuevo equipo de Duendes, y ambos Duendes se lanzan para recoger a Daniel, ahora en custodia de protección, que Roderick afirma que conoce la ubicación del diario final. Spider-Man defiende a Daniel, pero está drogado y ambos hombres son devueltos a Osborn.
Osborn sabía que Kingsley estaba mintiendo sobre el diario y que había comprado la compañía de Kingsley de debajo de él; El propósito de ayudar a Kingsley a escapar es que Osborn elimine a la única persona que posiblemente pueda demostrar que Osborn es el Duende personalmente. Kingsley ataca furiosamente a Osborn, quien se sorprende al descubrir que Kingsley es más fuerte y por lo tanto no puede matarlo. El edificio comenzó a arder como resultado de su batalla, y Spider-Man se escapa con Daniel. Los tres villanos lograron escapar también. Con varios millones de dólares escondidos en cuentas bancarias extranjeras, Kingsley se muda silenciosamente a una pequeña isla en el Caribe para disfrutar de su retiro.
Kingsley aparentemente es asesinado por Phil Urich, quien toma el manto de Hobgoblin, pero en realidad este era Daniel con Roderick todavía activo en Ecuador bajo el alias Devil-Spider. Roderick se entera de que su hermano ha sido asesinado y planea su regreso a Nueva York. Kingsley llega a la ciudad de Nueva York y regresa al papel de Hobgoblin, con la intención de perseguir a Urich. Kingsley ataca a Urich y a Kingpin en Shadowland. Después de una breve batalla entre los dos Hobgoblins, Parker y Max Modell escapan con la Clave del Duende (una llave de uno de los almacenes de Duende). Kingsley y Urich deciden llamar a una breve tregua e ir tras ellos. Después de acceder al almacén, Peter utiliza la tecnología Goblin para hacerse un "Spider-Glider" y logra escapar. Urich insiste en ir tras ella, pero Kingsley aturde a Urich con un taser para que ambos puedan escapar. Kingsley decide dejar que Urich siga siendo el Hobgoblin, pero solo si Urich le da un recorte de las ganancias que se hagan.
Kingsley obtiene uno de los trajes de Mysterio que vende a un criminal que toma el nombre de Mysterion. Él vende el equipo del Maestro del Crimen a un operativo Maggia sin nombre. Él termina en una guerra de pandillas con la Nación Duende del Rey Duende, vendiendo equipos a criminales de bajo nivel que se convirtieron en las últimas versiones de 8-Ball, Answer, Blaze, Devil-Spider, Gibbon, Hitman, Killer Shrike, Macero, Melter, Ringer, Steeplejack, Tumbler, y Unicornio así como un nuevo villano llamado Bruin, que viste uno de los viejos trajes de oso de exoesqueleto de Grizzly. Es asesinado por el Rey Duende y sus secuaces son reclamados por la Nación Duende, pero Kingsley estaba en realidad en París y su mayordomo Claude fue en su lugar para que sus enemigos pudieran distraerse. Kingsley decide recostarse una vez más trabajando en su imperio personal. Más tarde se reveló que Kingsley vendió disfraces y equipo que hizo las últimas versiones de Hydro-Man, Tiburón Tigre, Calamar, y Escarabajo.
Durante la historia de AXIS, Roderick Kingsley es el duende de nuevo mientras aparece como un miembro del grupo supervillano sin nombre de Magneto durante la lucha contra el formulario Red Onslaught de Red Skull. Cuando Magneto llega para reclutarlo, Hobgoblin ataca y es subyugado y obligado a unirse al equipo de Magneto. El Hobgoblin acompaña a Magneto y los otros villanos reclutados para Genosha. El hechizo de inversión causado por el Doctor Doom y Bruja Escarlata no solo afecta a Red Skull sino a todos los presentes en Genosha, lo que hace que los superhéroes presenten el mal y los supervillanos el bien. Tras su inversión, Kingsley regresa a Nueva York y se siente más feliz con su inversión, aunque sigue motivado por la codicia en lugar del altruismo. Reactiva sus franquicias donde arrienda a personas comunes y disfraces de superhéroes fallecidos o retirados a la gente común, pero sigue siendo un criminal buscado. También otorga su personalidad de Hobgoblin a varias personas para que realicen actos heroicos como Hobgoblin y publica un cómic sobre ellos para su promoción. Entre los que responden a un anuncio están la amnesia Lily Hollister y el adolescente subempleado John Myers. Otros asistentes incluyen a un Hombre Demoledor diferente, Flower Girl, Leather Boy, un nuevo Razorback y un nuevo Water Wizard. Establece un programa de tres fases que incluye un libro y varios artículos con su marca y discursos clandestinos que llevan el nombre de Ned Leeds para que las personas hagan sus propias franquicias a cambio de una parte de sus ganancias. Hobgoblin estrena sus Hob-Heroes: Lily como Queen Cat, Myers como Missile Mate, Flower Girl, Leatherboy, Rocket Head y Water Wizard. Cuando Urich se enfrenta a Kingsley en su sede, Myers está convencido por las afirmaciones de Urich de que el Hobgoblin pronto abandonará a los héroes que ha entrenado. Missile Mate va a la sede de Urich y pide unirse para ser un supervillano. Urich se muestra reacio, pero Myers también muestra a todos los supervillanos que el Hobgoblin "abandonó" después de ser un buen tipo. Cuando se celebra la celebración del Día de los Hobgoblins con un desfile en honor de Kingsley, Missile Mate traiciona a los Hobgoblin e intenta asesinarlo en nombre del Rey Goblin. Roderick ya ha esperado la traición y ha estado usando un señuelo de holograma que toma el golpe de Missile Mate. Tan pronto como Kinglsey se enfrenta a Missile Mate, el Rey Duende aparece con la Nación Duende y ataca la celebración. Hobgoblin supera a Urich en combate y lo deja en manos de las autoridades. Luego, Steve Rogers lo aborda para que forme parte de un equipo de Vengadores con el objetivo de evitar que los X-Men invertidos detonen una bomba genética que mataría a todos en la Tierra que no fueran mutantes. El equipo de Vengadores al que se une Hobgoblin se llama Astonishing Avengers. Después de lanzar el hechizo de reinversión para restaurar a los Vengadores y los miembros de X-Men que fueron afectados por su regreso al lado del bien, Hobgoblin se convierte en malvado nuevamente.
Hobgoblin comienza a recuperar sus antiguas franquicias. Fuera de reclutar a Ventisca, Hobgoblin recupera a sus antiguos secuaces Escarabajo, Bruin, Hitman, Ringer y Unicornio, además de establecer sus versiones de Cutthroat, Diamondback, Pájaro Burlón y Viper. Cuando el franquiciado Puercoespín informa a Hobgoblin de su intención de terminar su contrato, Hobgoblin intenta matarlo con una bomba de calabaza para reclamar su traje para futuros franquiciados. En la batalla resultante con Puercoespín y su mentora Spider-Woman, Hobgoblin es vaporizado abruptamente por la Capitana Marvel.
Hobgoblin aparece vivo, ya que fue visto como un miembro de Seis Siniestros por Aaron Davis (en una armadura de Araña de Hierro recolorada). Acompaña a los Seis Siniestros en un complot para robar un helicarrier S.H.I.E.L.D. fuera de servicio.

## Poderes, habilidades y debilidades
Al comienzo de su carrera, Kingsley no tenía habilidades sobrehumanas, pero poseía un agudo intelecto analítico con suficiente conocimiento de química y biología para comprender las notas de Norman Osborn sobre la fórmula del Duende verde originalmente concebida por el Dr. Mendel Stromm. Kingsley no solo recreaba la fórmula, sino que la perfeccionaba eliminando sus efectos secundarios. Además, actualizó muchos de los diversos inventos de Osborn. Kingsley era un maestro de la hipnosis y el control mental inducido por las drogas. Kingsley era experto en el manejo de organizaciones criminales y negocios profesionales manejados legalmente.
Debido a la solución química verde con la que se bañó, Kingsley posee una fuerza sobrehumana a la par con Spider-Man y más fuerte que Norman Osborn. Del mismo modo, sus reflejos, velocidad, resistencia e intelecto también se mejoraron a niveles sobrehumanos.
Como el Hobgoblin, llevaba un correo a prueba de balas con una túnica, capa y capucha superpuestas. Un sistema computadorizado cibernéticamente provoca que los atacantes de dedos varíen aleatoriamente sus vectores de ataque cuando se entrenan en un objetivo en particular. Utiliza un Duende Planeador, un vehículo impulsado por un turbo ventilador en miniatura, con control cibernético. Puede alcanzar altas velocidades y es extremadamente maniobrable. Utiliza Jack O'Lanterns, que son contusiones e incendiarias, bombas de humo y humo con forma de espectro, cuchillas para lanzar cuchillas con forma de murciélago, y guantes tejidos con filamentos conductores de energía microcircuitados que canalizan descargas de electricidad por impulsos. Llevaba una bandolera para llevar su armamento pequeño y portátil.

## Otras versiones

### MC2
Roderick Kingsley hizo su debut en MC2 en Spider-Girl # 97, como asesino a sueldo para matar a muchos de los personajes de Spider-Girl, entre ellos Normie Osborn, Spider-Girl y Peter Parker. Después de una pelea contra Spider-Girl y su padre, estuvo cerca de la victoria, pero al final su único éxito fue matar al simbionte Venom, y también escapar sin dejar rastro. Intentó un complot complejo para convertirse en el nuevo capo del crimen, pero fue deshecho debido a un acto de traición por parte de su compañero, Gusano de la Mente. Matando al Gusano de la Mente, y decidiendo que el inframundo de Nueva York se había vuelto demasiado "caliente" para él en este momento, eligió regresar al Caribe, pero se comprometió algún día a regresar y acabar con Spider-Girl. Más tarde se revela que es el instigador de una guerra de la mafia contra la Tarántula Negra, que regresa a Nueva York para terminar el trabajo. Derrotó a Sueño Americano y los Nuevos Guerreros. Luego los dejó caer desde una gran altura, planeando matar a Spider-Girl mientras ella intentaba salvarlos. Sin embargo, él mismo fue luego asesinado por Mayhem, el clon mitad-simbionte de Spider-Girl.

### Viejo Logan
En las páginas de Viejo Logan, Hobgoblin estaba entre los villanos que atacaron a los Vengadores en Connecticut. Trabajó con Buitre para luchar contra Avispa solo para que Avispa usara sus aguijones para disparar a Hobgoblin de su Duende Planeador.

### Amazing Spider-Man: Renueva tus votos
Durante la historia de "Secret Wars" en las páginas de Amazing Spider-Man: Renew Your Vows, Hobgoblin aparece como miembro siniestro de Regent, donde tienen la tarea de cazar a Spider-Man. Durante la pelea con Spider-Man, Spider-Man sujetó la mano de Hobgoblin antes de que pudiera lanzar su Bomba de calabaza, lo que llevó a Hobgoblin a morir en su explosión.

## En otros medios

### Televisión
Roderick Kingsley aparece en la serie animada The Spectacular Spider-Man, con la voz de Courtney B. Vance. Esta versión es propietario de una fábrica de perfumes y es afroamericano. Superó con éxito a Tombstone, Silvermane y Doctor Octopus para las especificaciones de Rhino. Después de recopilar las especificaciones, Silver Sable y Hammerhead intentan robar el premio para sus respectivos empleadores solo para que Kingsley entregue un señuelo. Casi escapa, pero se enfrenta a Rhino. Kingsley luego huye debido a una pelea posterior de tres vías entre una alianza de corta duración entre Spider-Man y Rhino, que eventualmente resultan en la destrucción de las especificaciones. Desconocido para Kingsley o cualquier otra persona, las especificaciones reales nunca dejaron la posesión de Norman Osborn.

### Videojuegos
- Hobgoblin apareció en Spider-Man and Captain America in Doctor Doom's Revenge aliado con Doctor Doom.
- Hobgoblin apareció en The Amazing Spider-Man para el Game Boy.
- Hobgoblin hizo una aparición en Spider-Man: El Videojuego, con la voz de David Hadinger.
- Hobgoblin apareció nuevamente como un personaje principal en The Amazing Spider-Man 2. Una vez que es derrotado, Spider-Man usa su planeador para pasar una pared que no se puede escalar.
- Hobgoblin aparece en las versiones de PSP y PS2 de [Spider-Man: Web of Shadows]]. Aparece como un personaje auxiliar que lanzará una bomba de calabaza a cualquier enemigo. En las otras versiones, la primera aparición de los enemigos acorazados unidos a planeadores llamados Tech Flyers hace que Spider-Man se burle de ellos sin piedad por su supuesta falta de originalidad al decir cosas como: "No eres el Duende Verde o el Hobgoblin, tú". es solo una imitación barata!".[57]
- Hobgoblin aparece como un personaje jugable en Lego Marvel Super Heroes 2.

### Juguetes
- Bowen Designs lanzó un busto de Hobgoblin en 2005 de la versión de Roderick Kingsley.
- En 2009, Hasbro lanzó un 3 3/4 pulgadas Hobgoblin por su Universo Marvel toyline. La información del paquete significa que el personaje es de hecho la versión de Roderick Kingsley.